# ネイサン・レドモンド
ネイサン・ダニエル・ジェローム・レドモンド（Nathan Daniel Jerome Redmond, 1994年3月6日 - ）は、イングランド・バーミンガム出身のサッカー選手。バーンリーFC所属。ポジションはミッドフィールダー。

## 経歴
2002年にバーミンガム・シティFCのユースチームでキャリアをスタートさせ、2010年にトップチームに昇格。同年8月26日のフットボールリーグカップ・ロッチデールAFC戦でプロデビューを果たした。2013年7月、ノリッジ・シティFCへ完全移籍。
2016年6月25日、サウサンプトンFCへ5年契約で移籍。
2022年9月8日、ベシクタシュJKへ移籍。
2023年7月21日、バーンリーFCに加入した。

## 代表歴
イングランド代表として各年代でプレーし、2011 FIFA U-17ワールドカップに出場した。

## 個人成績

### クラブでの成績
| クラブ                 | シーズン | リーグ             | リーグ | リーグ | FA杯 | FA杯 | リーグ杯 | リーグ杯 | ヨーロッパ | ヨーロッパ | 通算 | 通算 |
| クラブ                 | シーズン | ディビジョン       | 出場   | 得点   | 出場 | 得点 | 出場     | 得点     | 出場       | 得点       | 出場 | 得点 |
| ---------------------- | -------- | ------------------ | ------ | ------ | ---- | ---- | -------- | -------- | ---------- | ---------- | ---- | ---- |
| バーミンガム・シティFC | 2010-11  | プレミアリーグ     | 0      | 0      | 1    | 0    | 2        | 0        | 0          | 0          | 3    | 0    |
| バーミンガム・シティFC | 2011-12  | チャンピオンシップ | 24     | 5      | 5    | 1    | 1        | 0        | 5          | 1          | 35   | 7    |
| バーミンガム・シティFC | 2012-13  | チャンピオンシップ | 38     | 2      | 2    | 0    | 2        | 0        | 0          | 0          | 42   | 2    |
| ノリッジ・シティFC     | 2013-14  | プレミアリーグ     | 34     | 1      | 2    | 0    | 3        | 0        | 0          | 0          | 39   | 1    |
| ノリッジ・シティFC     | 2014-15  | チャンピオンシップ | 43     | 5      | 1    | 0    | 0        | 0        | 0          | 0          | 44   | 5    |
| ノリッジ・シティFC     | 2015-16  | プレミアリーグ     | 35     | 6      | 1    | 0    | 1        | 0        | 0          | 0          | 37   | 6    |
| 総通算                 | 総通算   | 総通算             | 174    | 19     | 12   | 1    | 9        | 0        | 5          | 1          | 200  | 21   |